# 연수고등학교
연수고등학교(延壽高等學校)는 대한민국 인천광역시 연수구 연수동에 있는 공립 고등학교이다.

## 학교 연혁
- 1994년 11월 14일 : 설립 인가
- 1995년 3월 1일 : 초대 여균회 교장 취임
- 1995년 3월 3일 : 연수고등학교 개교, 제1회 입학식 (12학급 612명)
- 1998년 2월 12일 : 제1회 졸업식 (졸업생 584명)
- 2002년 6월 20일 : 웅비관 (체육관 및 다목적실) 준공
- 2013년 12월 12일 : 웅지관(급식실) 증축
- 2023년 12월 29일 : 제27회 졸업식(졸업생 304명, 누계 12,869명)
- 2024년 9월 1일 : 제12대 김석태 교장 취임

## 참고 자료
- 연수고등학교 - 한국교육학술정보원 학교알리미